# Тони Роуч
Антъни Далтън Роуч (на английски: Anthony Dalton Roche) е австралийски тенисист. 

## Биография
Антъни Далтън Роуч е роден на 17 май 1945 г. в Уага Уага, Нов Южен Уелс.

## Кариера
Тони Роуч печели една титла от Големия шлем на сингъл на Откритото първенство на Франция през 1966 г. и 15 титли от Големия шлем на двойки. През 1968 г. печели комбинирания професионален шампионат WCT/NTL на сингъл мъже на финалния турнир за сезона в Медисън Скуеър Гардън. Той е класиран под номер 2 в света от Ланс Тингей от „Дейли Телеграф“ през 1969 г.
Роуч печели ключов мач на сингъл за Купа Дейвис през 1977 г. срещу Италия, като побеждава най-добрия италианец Адриано Паната с 6–3, 6–4, 6–4, и извежда Австралия до победа с 3–1, спечелвайки Купа Дейвис.
Той  е треньор на спечелилите много титли от Големия шлем, световните номер 1 Иван Лендъл, Патрик Рафтър, Роджър Федерер и Лейтън Хюит, както и на бившата № 4 в света Йелена Докич.

## Кариерна статистика

#### Титли на сингъл отГолям шлем(1)
| година | турнир      | съперник    | резултат            |
| ------ | ----------- | ----------- | ------------------- |
| 1966   | Ролан Гарос | Ищван Гуляш | 6 – 1, 6 – 4, 7 – 5 |

#### Финали на сингъл отГолям шлем(5)
| година        | турнир      | съперник    | резултат                   |
| ------------- | ----------- | ----------- | -------------------------- |
| 1965          | Ролан Гарос | Фред Стол   | 6 – 3, 0 – 6, 2 – 6, 3 – 6 |
| 1967          | Ролан Гарос | Рой Емерсън | 1 – 6, 4 – 6, 6 – 2, 2 – 6 |
| ↓ Оупън ера ↓ |             |             |                            |
| 1968          | Уимбълдън   | Род Лейвър  | 3 – 6, 4 – 6, 2 – 6        |
| 1969          | ОП САЩ      | Род Лейвър  | 9 – 7, 1 – 6, 2 – 6, 2 – 6 |
| 1970          | ОП САЩ      | Кен Розуол  | 6 – 2, 4 – 6, 6 – 7, 3 – 6 |